# Банджари
Банджа́ри (бандж. Urang Banjar, ﺍﻭﺭڠ ﺑﻨﺠﺎﺭ, індонез. Suku Banjar) — народ в Індонезії, розселений переважно на півдні острова Калімантан.
За походженням є потомками малайських та яванських переселенців, що змішалися з місцевими даяками, а також бугами та арабами. Що далі в глибинні райони, все сильнішим є даяцький вплив.

## Розселення
Банджари населяють переважно райони в середній та нижній течії річок Барито і Неґара і плоскогір'я Мератус на південному сході острова Калімантан, живуть також на його південному узбережжі. Значні групи банджарських мігрантів є за межами Калімантану, зокрема на сході Суматри.
За межами Індонезії банджари живуть у Малайзії та Сінгапурі.

## Чисельність
За даними перепису населення 2010 року в Індонезії проживало 4 127 124 банджари (1,74 % населення країни), найбільші групи в провінціях Південний Калімантан 2 686 627 осіб (74,33 % населення провінції), Центральний Калімантан 464 260 осіб (21,03 %), Східний Калімантан 440 453 особи (12,45 %), Ріау 227 239 осіб (4,13 %), Північна Суматра 125 707 осіб (0,97 %), Джамбі 102 237 осіб (3,33 %).

## Мова
Говорять банджарською мовою. Вона є дуже близькою до малайської, але містить багато запозичень з яванської, сунданської, бугійської мов та мов даяків.
Володіють також індонезійською.

## Релігія
За віросповіданням банджари є мусульманами-сунітами.
У кожному великому селі є мечеть.

## Історія
Банджари мали власну державу — султанат Банджармасін, який на початку XIX ст. був захоплений голландцями. З 1949 року в складі Індонезії.

## Господарство
Основним заняттям банджарів є орне землеробство. Вирощують рис, касаву, кукурудзу, кокосову й арекову пальми, фрукти, овочі, каучукові дерева. Збирають ротанг, смоли, лісовий каучук. Ловлять рибу, креветок, крабів.
Тваринництво мало розвинене. Розводять буйволів як тяглових тварин. Тримають качок, курей.
Банджари займаються також видобуванням золота й алмазів, заготівлею деревини, працюють на лісопильних, металообробних підприємствах і в портах.
Ремесла: філігрань, різьблення по дереву, плетіння з ротанга і бамбука.

## Побут

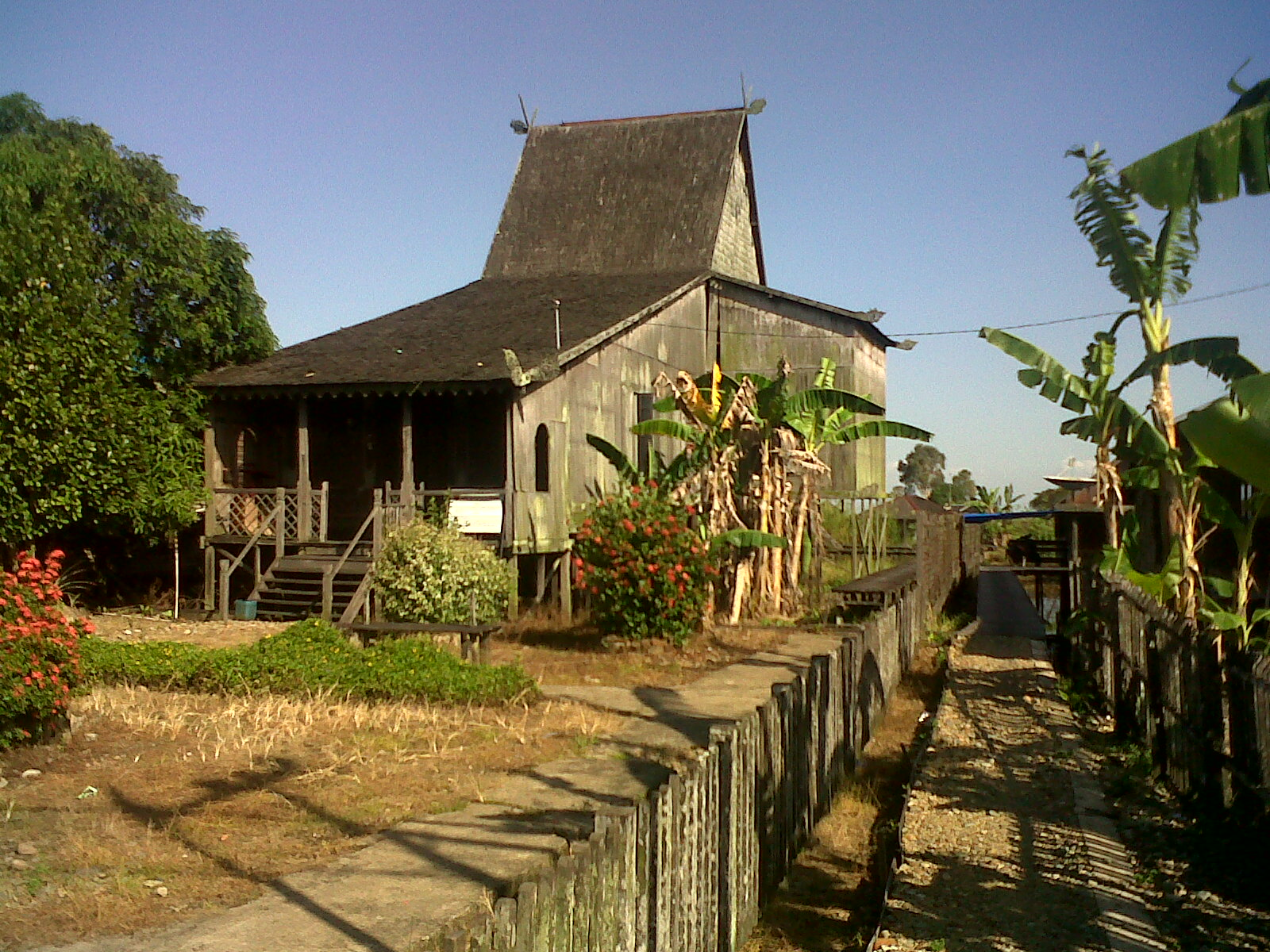
Традиційна банджарська хата

Більшість банджарів живе на селі. Вони також становлять більшість населення міст південного Калімантану.
Банджарські села можуть налічувати декілька сотень хат. Вони мають лінійне планування й розташовані вздовж доріг, річок або морського узбережжя.
Хати ставлять на палях. Вони прямокутні в плані, мають веранду. Дах двосхилий, критий драницями, циновками або пальмовим листям.
Традиційний чоловічий одяг — саронг і довга сорочка з розгорненими полами та довгими рукавами, а також широкі (до 1 м в перетині) куполоподібні плетені брилі. Зараз носять переважно одяг європейського типу, на голову вдягають чорні мусульманські шапчини. Жінки вдягають саронг, кофту, шарф і капелюха.
Основна їжа — рис, а також риба, овочі, фрукти, качине м'ясо, яйця з приправами та соусами.